# Roggwil BE
| BE ist das Kürzel für den Kanton Bern in der Schweiz. Es wird verwendet, um Verwechslungen mit anderen Einträgen des Namens Roggwil zu vermeiden. |

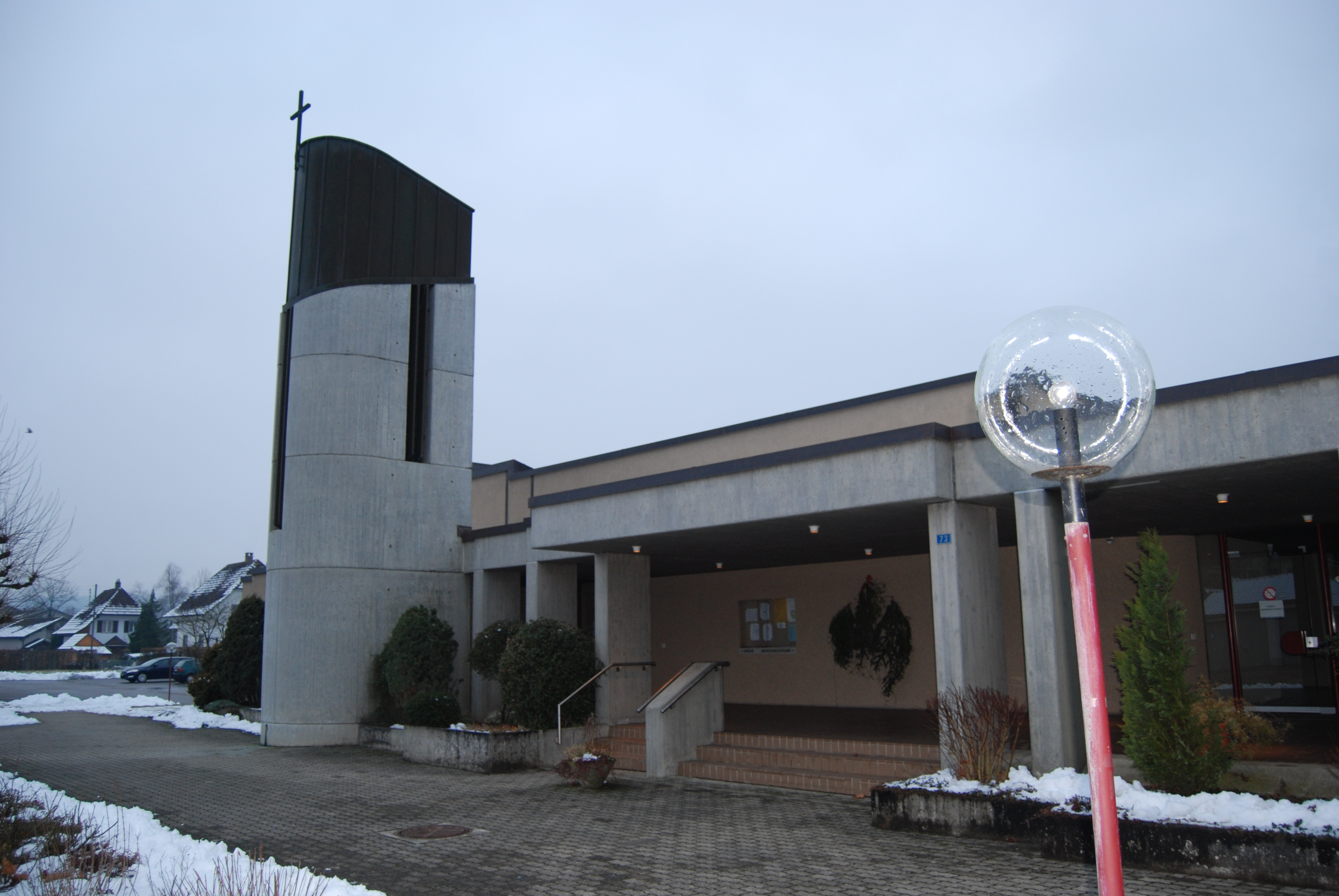
Kirche der katholischen Gemeinde Langenthal in Roggwil

Roggwil ist eine politische Gemeinde im Verwaltungskreis Oberaargau im Kanton Bern in der Schweiz.

## Geographie

Luftbild aus 500 m von Walter Mittelholzer (1924)

Die Gemeinde Roggwil liegt im Schweizer Mittelland zwischen Langenthal und Olten ungefähr vier Kilometer südlich der Aare an der Grenze zu den Kantonen Aargau und Luzern zwischen den beiden Flüsschen Rot und Langete, die sich in der Nachbargemeinde Wynau zur Murg vereinen.
Roggwil grenzt im Norden an Wynau, im Osten an Murgenthal (AG) und Pfaffnau (LU). Ein Dreikantoneeck mit den Kantonen Aargau und Luzern findet sich beim Flüsschen Rot. Weitere Nachbargemeinden sind im Süden Untersteckholz, im Südwesten Langenthal und im Westen Aarwangen.

## Wirtschaft
In den 1860er-Jahren wurde von Arnold Künzli und Johann Friedrich Gugelmann eine Baumwollweberei gegründet. In den 2020er-Jahren will Lidl Schweiz ein Verteilzentrum auf dem ehemaligen Gugelmann-Areal bauen.

## Sehenswürdigkeiten
Roggwil beherbergt mit der für die Öffentlichkeit zugänglichen Kunstsammlung bei Bromer Kunst eine Kunstsammlung von nationaler Bedeutung. Vertreten sind mehr als 2000 Werke, beispielsweise von Ferdinand Hodler, Cuno Amiet oder Clara Porges. Bei Bromer Kunst ist auch das Kompetenzzentrum Rudolf Häsler untergebracht.

## Partnergemeinde
- Blatná, Tschechien

## Persönlichkeiten
- Johannes Glur (1798–1859), Arzt, Politiker und Autor
- Fredy Lindegger (* 1965), Grossrat (Grüne)
- Kurt Meyer (* 1932), Politiker, Berner Regierungsrat und Nationalrat
- Fritz Zaugg (1885–1956), Politiker und Verbandsfunktionär